# Миш, Георг
Георг Миш (нем. Georg Misch; 5 января 1878 Берлин, Германская империя — 10 июня 1965 Гёттинген, ФРГ) — немецкий философ, ученик, последователь и зять философа Вильгельма Дильтея, издатель его сочинений, автор монументальной книги История автобиографии, которая является основным трудом для изучения античной автобиографии.

## Биография

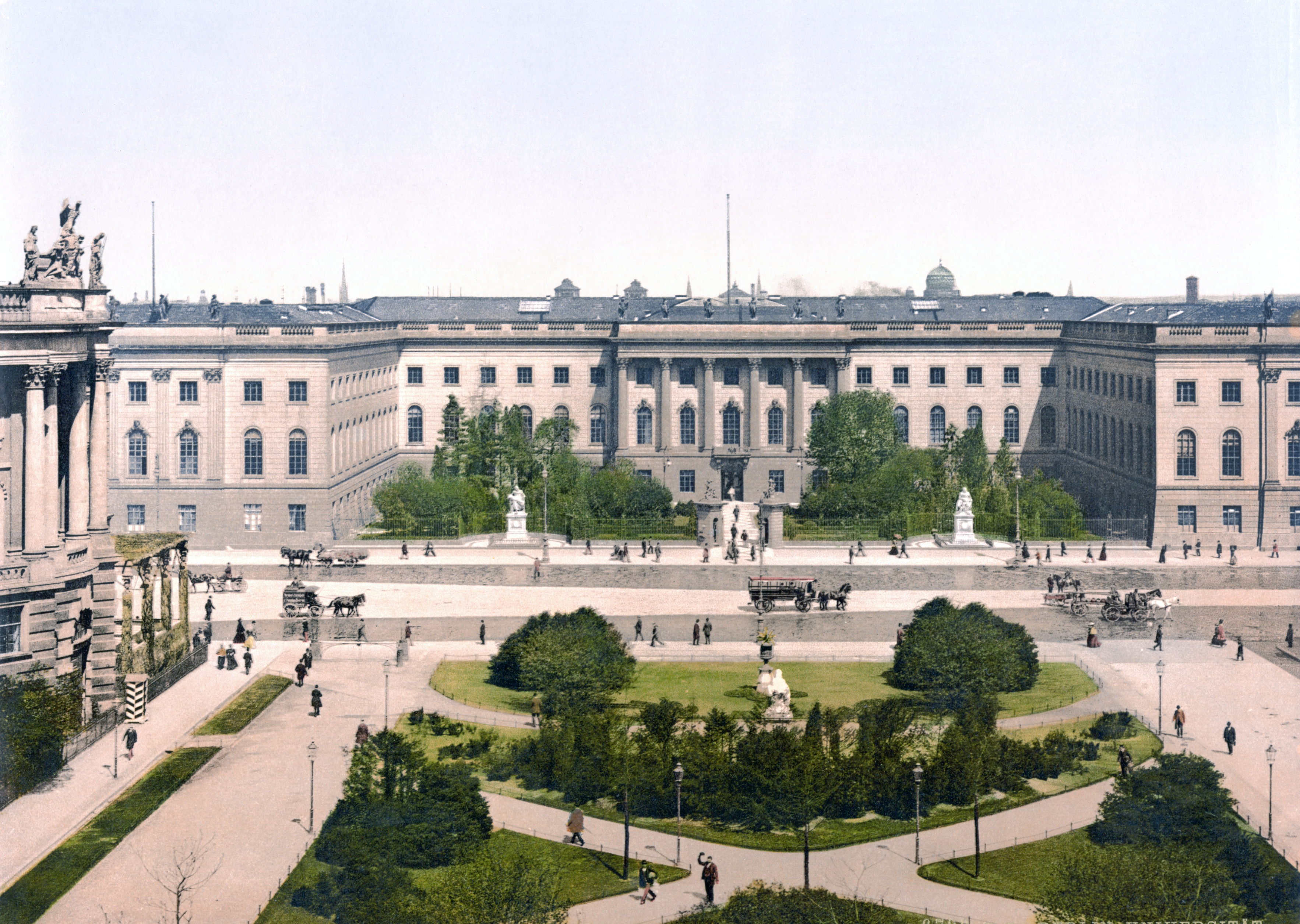
Берлинский университет в 1900 году

### Студенчество
Родился 5 января 1878 года в семье купца еврейского происхождения. C 1896 года по 1900 год обучался в Берлинском университете, погружаясь в изучение истории и философии. В 1900 стал доктором философии, написав диссертацию О происхождении французского позитивизма под руководством выдающегося философа Вильгельма Дильтея.

### Работа в Германии

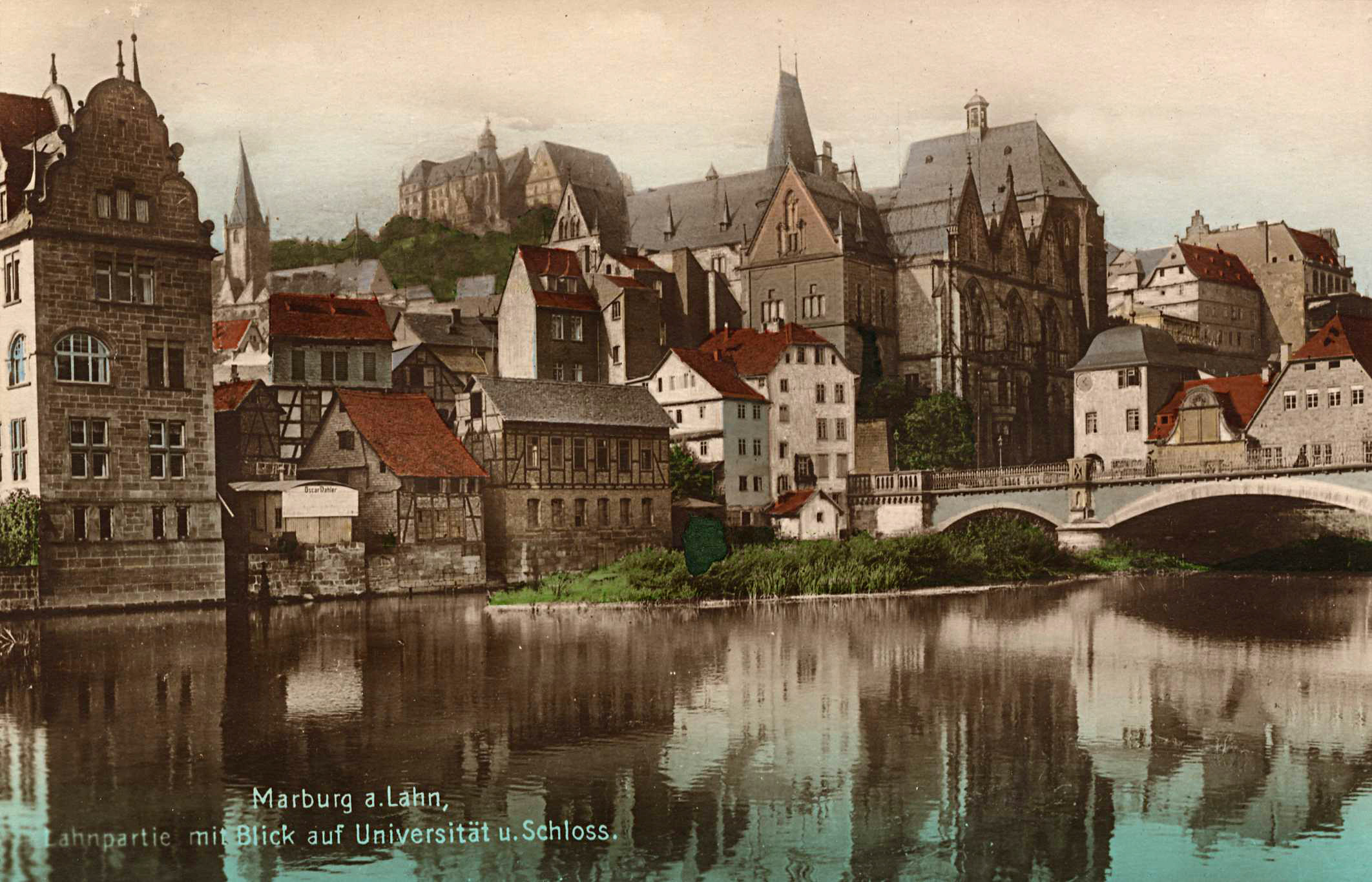
Марбургский университет

В 1905 году прошел хабилитацию и был принят на должность приват-доцента в Берлинском университете.
С 1909 по 1910 год он совершил учебную поездку в Японию, Индию и Китай. В период с 1911 по 1917 год занимал должность доцента в Марбургском университете. В 1917 году Георг Миш переехал в Гёттинген, где до 1919 года работал адъюнктом, а затем стал профессором на кафедре истории и философии. В 1923 году стал членом Гёттингенской академии наук. В 1933 году в связи с законом о гражданине Рейха из-за его еврейских корней пришлось прекратить научную деятельность. В 1939 году эмигрировал в Англию.

### Англия
С 1939 по 1943 жил в Кембридже, не смог найти постоянной работы. В 1943 переехал в Честер и работал в библиотеке до 1946 года.

### Возвращение в Германию
В 1946 году вернулся в Гёттинген и в том же году подал в отставку. Продолжал жить в Гёттингене до самой смерти.

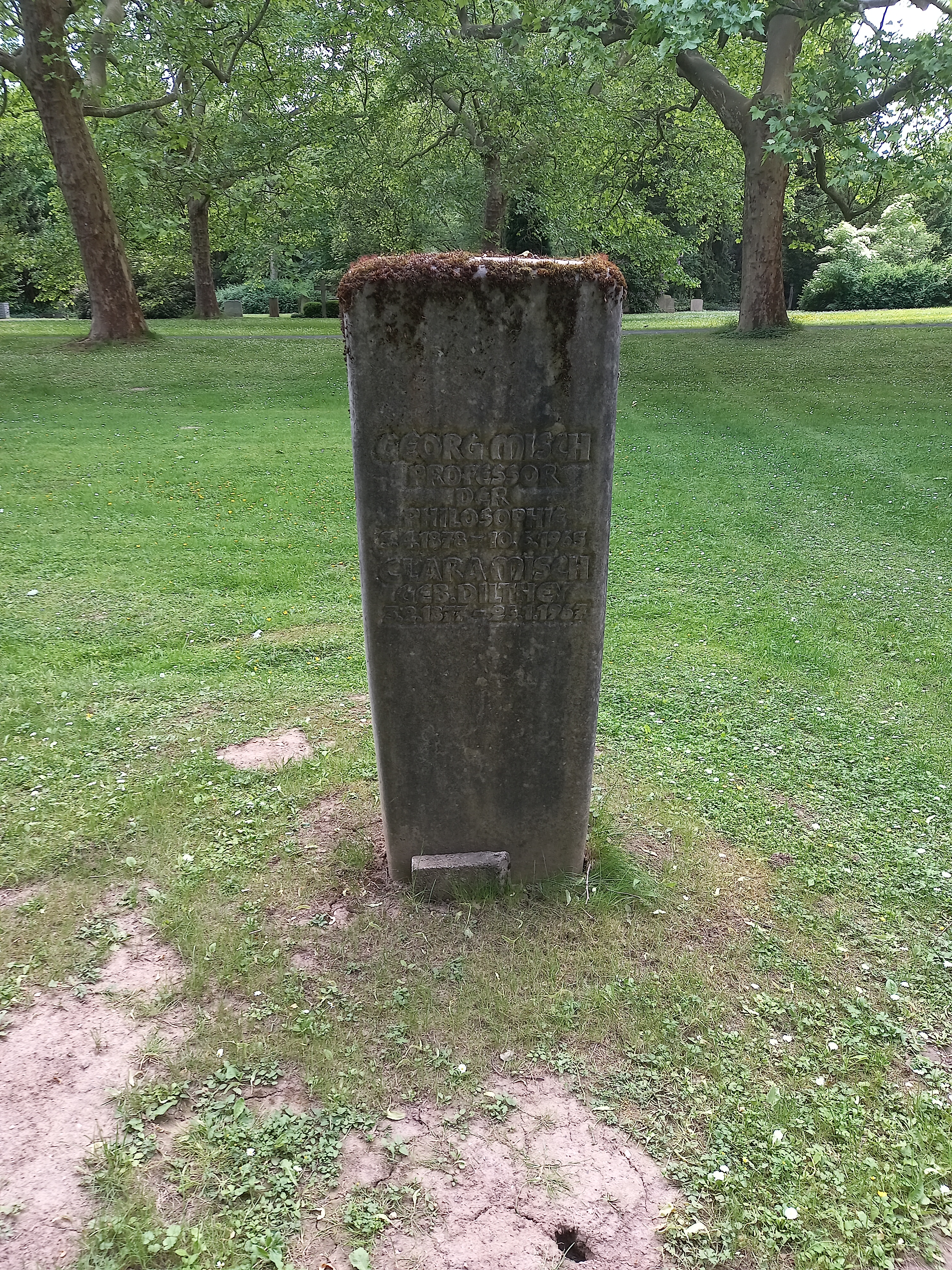
Могила Георга Миша и его жены Клары на городском кладбище Гёттингена

Умер 10 июня 1965 года.

## Философия

### Издание сочинений Вильгельма Дильтея
В 1920—1930-х гг. Георг Миш издает собрание сочинений своего учителя Вильгельма Дильтея. Предисловие Миша к 5-му тому Духовный мир. Введение в философию жизни стало особо выдающимся, повлияло на рецепцию Дильтея Мартином Хайдеггером и упоминается в его работе Бытие и время.

### История автобиографии
Многотомная История автобиографии принесла Мишу известность. В 1904 году написал Историю автобиографии, а в 1905 году получил за него премию Прусской академии наук. В 1907 выпустил первый том своего многотомного труда под названием История автобиографии. Том первый: античность. Миш продолжал исследовать тему автобиографии на протяжении всей своей жизни.
Михаил Бахтин в своей работе Теория романа называет материалы Миша ценнейшими в своей области и активно ими пользуется.

### Путь в философию
Во время путешествия в Азию, Георг Миш сформулировал различия между восточной философией и греческой философией и описал греческий язык.
Первое издание сочинения вышло в 1924 году под названием Der Weg in die Philosophie, а к 1939 году, Георг Миш уже завершил большинство изменений, необходимых для выпуска англоязычного издания. Изначальным переводчиком был назначен Клод Саттон, но из-за войны ему пришлось оставить перевод, а рукописи были переданы Ричарду Халлу, который к 1950 году предоставил английское издание публике.
Данная работа иллюстрирует исторический путь в философию, который можно охарактеризовать как классический. Миш подчеркивает, что философия начинается лишь с преодоления естественного мышления, представляя собой эпохальное событие, которое одновременно охватывает Древний Китай, Древнюю Индию и Древнюю Грецию. Однако в каждом из этих регионов оно принимает различные направления и, при более внимательном рассмотрении, отражает несоизмеримые аспекты реальности.
Данная работа была высоко оценена Рональдом Левинсоном, который даже сравнивал Миша с Кантом.

### Философия жизни и феноменология
В 1930 Георг Миш одним из первых сравнил сочинения Мартина Хайдеггера и Эдмунда Гуссерля — Бытие и время (1927) и Формальная и трансцендентальная логика (1929). В этой работе Миш использует философские концепции Дильтея в феменологии и экзистенциальной философии. В этой работе он отделяет философию от наук, поскольку она вытекает не только из рациональных сил, но и из жизни мыслящего человека.

## Последователи
- Ханс-Георг Гадамер[5]
- Йозеф Кёниг[13]
- Отто Фридрих Больнов[5]
- Михаил Бахтин[5]

## Семья
Отец — берлинский купец Маркус
(нем. Markus Misch), предположительно внук купца Левина Миша (нем. Levin Misch) из Познани. Мать — Флора Рат (нем. Flora Rath).
В 1908 г. женился на дочери Дильтея Кларе, в браке родились трое детей: Петер Ханс, Лора и Элизабет. Известно, что Лора вышла замуж за физика Феликса Блоха.

## Сочинения
- Dilthey W. Gesammelte Schriften. V Band (нем.) / Misch G.
- Misch G. Geschichte der Autobiographie (нем.). — 1907. — Bd. 1. — 478 S.
- Misch G. The Dawn Philosophy. A Philosophical Primer (англ.) / Richard Hull. — 1950. — 352 p.
- Misch G. Lebensphilosophie und Phänomenologie: eine Auseinandersetzung der Dilthey'schen Richtung mit Heidegger und Husserl (нем.). — 1930.
- Misch G. Der Auftau der Logik auf dem Boden der Philosophie des Leben (нем.). — Alber, 1994. — 592 S.